# C'era una volta (espressione)

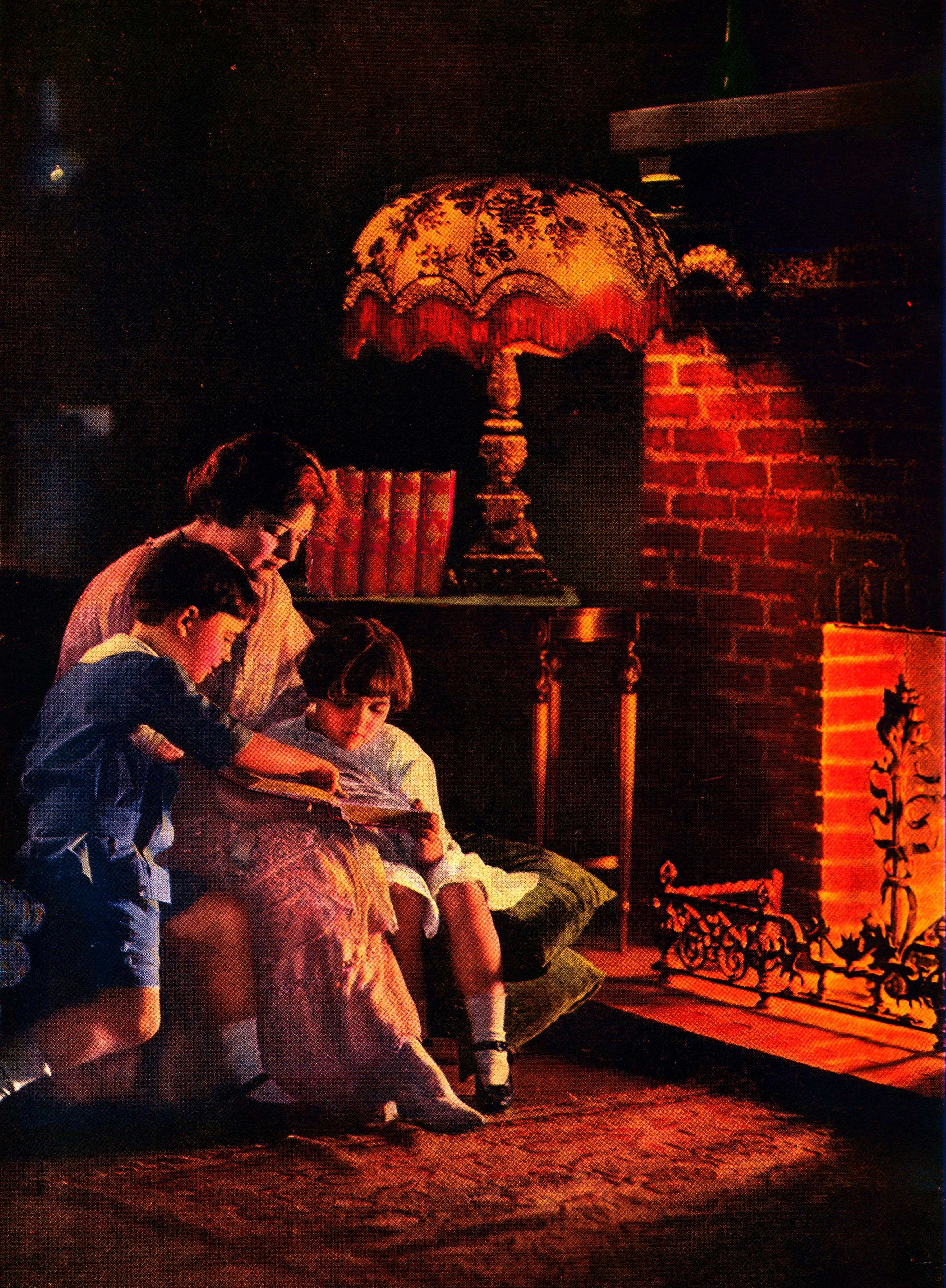
Frontespizio di un libro del 1909.

C'era una volta è una tipica espressione utilizzata come introduzione in numerose fiabe. Formule simili risalgono quasi all'origine della scrittura, essendo già utilizzate quattromila anni fa nei racconti babilonesi, e si ritrovano in tutte le lingue del mondo. Nella letterature europee, è attestata da Apuleio, che apre la favola di Amore e Psiche nelle Metamorfosi con «Erant in quadam civitate rex et regina…».

## Storia
- Nella lingua francese, la formula corrispondente ("Il était une fois") è attestata da Charles Perrault.[3] Egli la utilizzò per la prima volta in I desideri ridicoli, apparso nel 1694, ove però compare solo al verso 21, e non all'inizio del racconto. Successivamente, egli la riprende per aprire il suo racconto fantastico, Pelle d'asino, dopo un preambolo dedicato al modo di lettura. La utilizzerà in sette delle otto fiabe presenti ne I racconti di mamma l'oca.[4]
- Nella lingua inglese, il primo uso dell'espressione "Once upon a time" risale, secondo l'Oxford English Dictionary, al 1380; venne accettata comunemente come modo per iniziare un racconto nel 1600. Tale espressione è più frequente nei racconti per bambini di età compresa tra i sei e gli otto anni.[5]
- Nella lingua italiana, l'espressione “C’era una volta” è attestata già al 1300 ed è utilizzata, diventando canonica[non chiaro], nel 1634 dal Pentamerone di Giambattista Basile,[6] prima raccolta di fiabe della letteratura europea, scritto in lingua napoletana (in cui è presente, tra l'altro, la prima redazione al mondo della fiaba di Cenerentola, la Gatta Cenerentola). L'uso viene poi ripreso da tutte le raccolte successive, comprese quelle di Collodi[7] (che traduce e in parte riscrive le principali fiabe delle raccolte francesi, inventando nomi come "Cappuccetto Rosso") e quelle di Imbriani[8] (che stenografa fiabe milanesi e fiorentine direttamente dalla voce popolare).
- Nella lingua tedesca, "Es war einmal" è utilizzato dai fratelli Grimm, autori della raccolta di fiabe forse più celebre dell'intera tradizione europea; ma era già diffuso in precedenza, tanto che E.T.A. Hoffmann, ne L'uomo della sabbia del 1815, lo giudica «il miglior attacco per un racconto; ma troppo freddo!». Successivamente, il danese Hans Christian Andersen avrà la raccolta dei Grimm come base per le sue celebri Fiabe.
- Nella lingua spagnola, Érase una vez...

## Nelle altre lingue

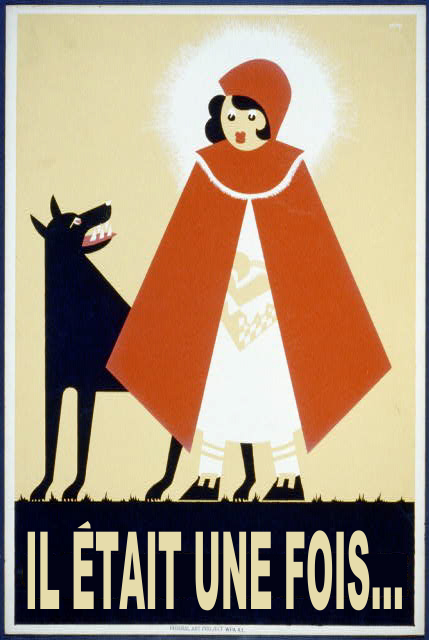
Cappuccetto Rosso, illustrazione di Kenneth Whitley, 1939.

Frasi equivalenti sono utilizzate nelle altre lingue per iniziare una storia:
- afrikaans: Eendag, lank gelede...
- albanese: Na ishte një herë...
- amarico: በድሮ ዘመን...
- arabo: كان يا ما كان،في قديم الزمان، وسالف العصر والأوان
- armeno: Լինում է, չի լինում...
- assamese: বহুত দিনৰ আগত...
- asturiano: Ello yera una vez...
- azero: Biri var idi, biri yox idi...
- basco: Bazen behin...
- bretone: Ur wech e oa...
- bulgaro: Имало едно време...
- catalano: Hi havia/això era una vegada
- ceco: Bylo nebylo,...
- cinese: 很久很久以前
- coreano: 옛날 옛적에...
- croato: Bio jednom jedan...
- danese: Der var engang...
- ebraico: היו היה פעם
- faroese: Einaferð var tað...
- estone: Elasid kord...
- esperanto: Iam estis...
- filippino: Noong unang panahon...
- finlandese: Olipa kerran...
- francese: Il était une fois
- gallese: Amser maith yn ôl...
- georgiano: იყო და არა იყო რა, იყო...
- giapponese: 昔昔, 昔々, むかしむかし
- greco: Μια φορά κι έναν καιρό...
- gujarati: ઘણાં વર્ષો પહેલાંની વાત છે
- hindī: किसी ज़माने में oppure बहुत पुरानी बात है
- kirghiso: илгери-илгери...
- indonesiano: Pada zaman dahulu kala...
- inglese: Once upon a time
- irlandese: Fadó, fadó, fadó a bhí ann (agus bhí rí i nGaillimh)
- islandese: Einu sinni var...
- latino: Olim...
- lettone: Reiz sen senos laikos...
- lituano: Vieną kartą...
- lussemburghese: Et war eemol...
- macedone: Си беше еднаш...
- marathi: कोणे एके काळी...
- malese: Pandu Oridathu...
- maltese: Darba, fost l-oħrajn...
- nepalese: एका देशमा
- norvegese: Det var en gang...
- occitano: Un còp èra...
- olandese: Er was eens...
- persiano: روزی روزگاری
- polacco: Dawno, dawno temu, za siedmioma górami, za siedmioma lasami...
- portoghese: Era uma vez...
- romeno: A fost odată, ca niciodată...
- russo: Жил был (maschile singolare), жила была (femminile singolare), жило было (neutro singolare),  жили были (plurale)
- sardo: B'aiat una borta...
- serbo: Jednom davno... / Једном давно...
- slovacco: Kde bolo, tam bolo...
- sloveno: Pred davnimi časi...
- somalo: Sheeko sheeko, sheeko xariir...
- spagnolo: Érase/Había una vez...
- svedese: Det var en gång...
- swahili: Hapo zamani za kale....
- tagalog: Noong unang panahon...
- tamil: முன்னொரு காலத்திலே...
- tedesco: Es war einmal...
- telugu: అనగనగా ఒక రోజు...
- thailandese: กาลครั้งหนึ่งนานมาแล้ว
- turco: Bir varmış, bir yokmuş. Evvel zaman içinde, kalbur saman içinde...
- ucraino: Давним-давно
- urdu: ایک دفعہ کا ذکر ہے۔۔۔
- ungherese: Egyszer volt, hol nem volt, volt egyszer egy...
- veneto: Ghe xera na volta...
- vietnamita: Ngày xửa ngày xưa...